# Анализ Защо–защото
Анализът Защо–защото (на английски: Why–because analysis) е метод за анализ на инциденти. Той е независим от проблемната област, към която се прилага, и се използва за анализиране на инциденти в авиацията, железопътния и морския транспорт, сривове на компютърната сигурност и други. Основно е използван като апостериориорен аналитичен метод, осигуряващ обективност, фалсифицируемост и възпроизводимост на резултата.

## Представяне на метода
Резултатът от анализа Защо–защото е граф, изобразяващ причинноследствените връзки между фактори и инцидент. Представлява насочен ацикличен граф, в който върховете представляват факторите (причините), а насочените дъги обозначават причинноследствените връзки между факторите.
Анализът започва с въпроса „Какво представлява въпросният инцидент?“, на който в повечето случаи е лесно да се отговори. След това започва итеративен процес по установяването на причините за инцидента. Когато причините за инцидента са идентифицирани, се прилагат формални тестове над всички потенциални причинноследствени релации между факторите. Този процес може да бъде итеративно повторен при новооткрити причини и така докато се получи удовлетворителен резултат.
При определянето на стойностите на възлите на графа, т.е. факторите за инцидента, важи следното условие за необходимост и достатъчност:
- всеки допринасящ към резултата фактор трябва да е бил необходим за причиняването на инцидента;
- съвкупността от факторите трябва да е била достатъчна.

## Формални логически тестове на анализа Защо–Защото
- Съпоставителен тест: при него се отговаря на въпроса „Ако не е била налице причината, би ли се случило следствието?“ Съпоставителният тест доказва или отхвърля дали дадена причина е необходим причинноследствен фактор за дадено събитие.
- Тест за достатъчност: при него се отговаря на въпроса „Винаги ли ще се случи следствието, ако са налице всички свързани с него причини?“ Тестът има за цел да определени дали набор от причини са достатъчни за да е в сила резултатът. Така могат да се идентифицират липсващи причини.

Само ако за всички причинноследствени връзки съпоставителният тест е положителен и за всички набори от причини тестът за достатъчност е положителен, графът на анализа Защо–защото е коректно построен: всяка причина трябва да бъде необходима и съвкупността от всички причини трябва да бъде достатъчна за следствието; никоя причина не е пропусната и изброените причини са достатъчни.